# Tax-Compliance
Der Begriff Tax Compliance (deutsch etwa: Steuerehrlichkeit, wörtlicher: der Pflicht, Steuer zu bezahlen, Folge zu leisten) bezeichnet die Bereitschaft der Bürger, die geltenden Steuergesetze zu achten und steuerliche Pflichten zu erfüllen. Aus Sicht eines Unternehmens bezeichnet Tax Compliance die „Implementierung und Pflege eines Systems zur Sicherstellung der steuerlichen Rechtsbefolgung im Interesse des Unternehmens und seiner Mitarbeiter, ohne dass eine Rechtspflicht zur Einrichtung eines solchen Systems besteht“. Aus der Sicht der Finanzverwaltung soll eine Tax-Compliance-Strategie strukturelle Anreize dafür bieten, dass die Steuerpflichtigen ohne unmittelbaren hoheitlichen Zwang an der Erfüllung ihrer steuerlichen Pflichten mitwirken.

## Erfahrungen aus dem Ausland
In den Niederlanden, Großbritannien, Kanada und Australien wird diese Bereitschaft seit Jahren durch diverse Maßnahmen erfolgreich erhöht (BMF-Monatsbericht 6-2004).

## Tax Compliance in konkreter Ausgestaltung
Die Bereitschaft der Bürger zu korrektem steuerlichen Verhalten kann durch verschiedene Schritte erreicht werden.
In Deutschland soll der Steuerwiderstand durch verstärkte Orientierung der Finanzverwaltung am Kunden gezielt und nachhaltig vermindert werden. Durch Servicemanagement und Risikomanagement soll eine Optimierung und Erweiterung der Servicesituation in den Finanzämtern und dadurch gesetzeskonformes Handeln des Steuerzahlers erreicht werden. Mit einer risikoorientierten Ressourcensteuerung will man bei der Fallbearbeitung in den Finanzämtern Steuerhinterzieher leichter erkennen und durch Sanktionen langfristig zu Verhaltensänderungen bewegen. Durch die Möglichkeiten der elektronischen Steuerprüfung in Unternehmen durch die GDPdU und heute durch die GoBD ist eine programmgestützte Gesamtprüfung aller steuerrelevanten Daten anstelle von Stichprobenprüfungen möglich geworden.
Bei Bargeschäften soll durch das INSIKA-System bei Kassen und Taxametern (vgl. Fiskaltaxameter) eine höhere Steuerehrlichkeit erzielt werden.